# Ornithogalum multifolium
Ornithogalum multifolium ist eine Pflanzenart der Gattung Ornithogalum in der Familie der Spargelgewächse (Asparagaceae). Das Artepitheton multifolium leitet sich von den lateinischen Worten multi für ‚viele‘ sowie folius für ‚-blättrig‘ ab.

## Beschreibung
Ornithogalum multifolium wächst mit einzelnen oder gruppenbildenden, unterirdischen, eiförmigen Zwiebeln mit Durchmessern von bis zu 4 Zentimetern. Unter den graubraunen, lederigen Zwiebelschuppen ist das grüne Gewebe sichtbar. Die bis etwa zehn, häufig ausgebreiteten, linealisch-stielrunden, glauken Laubblätter erscheinen mit den Blüten. Die Blattspreite ist 2 bis 10 Zentimeter lang und 2 bis 3 Millimeter breit. 
Der aufrechte, bis zu 15-blütige Blütenstand erreicht eine Länge von 4 bis 15 Zentimeter. Der Blütenschaft ist stielrund. Die bootförmigen, zugespitzten Brakteen sind 4 bis 25 Millimeter lang. Die Blüten stehen an bis zu 2 Zentimeter langen Blütenstielen. Die gelbe bis orangefarbene Blütenhülle ist sternförmig. Die eiförmig-lanzettlichen bis verkehrt eiförmigen Perigonblätter sind 6 bis 15 Millimeter lang und 4 Millimeter breit. Die linealisch-eiförmigen Staubblätter sind 3 bis 7 Millimeter lang. Die äußere Staubfäden sind schmaler. Der 3 bis 6 Millimeter lange Fruchtknoten ist breit eiförmig. Der aufrechte Griffel ist 1 bis 2 Millimeter lang.
Die eiförmigen Früchte weisen eine Länge von bis zu 1 Zentimeter auf.
Die Chromosomenzahl beträgt 2n = 20.

## Systematik und Verbreitung
Ornithogalum multifolium ist in den südafrikanischen Provinzen Nordkap und Westkap in der Sukkulenten-Karoo in flachgründigen Taschen in quarzitischem Sandstein verbreitet.
Die Erstbeschreibung durch John Gilbert Baker wurde 1873 veröffentlicht
Synonyme sind Ornithogalum aurantiacum Baker (1878), Ornithogalum ranunculoides L.Bolus (1933) und Ornithogalum perpulchrum Poelln. (1944).

## Nachweise